# 舒雨
舒雨（1937年8月1日—），满族，北京人，生于青岛，老舍次女。

## 学术背景
北京第二外国语学院德语教授，国家级优秀教师，教育家、翻译家。主要研究领域为德国文学、德国文化，曾任中国德语教学研究会理事、中国德语文学研究会理事、国际日尔曼学学会会员。
1964年，北京第二外国语学院成立。舒雨调入二外德语教研室任教，在德语专业的培养目标、课程设置和教学方面做出了突出贡献。
1998年10月，舒雨教授获评全国优秀教师。
2009年，中国翻译协会予以表彰舒雨教授资深翻译家表彰。

## 科研成果
- 主要译著：《格林童话全集》、《霍夫曼小说选·伐伦矿山》
- 出版教材：《智慧的闪光》（纳入国家“十一五”教材出版计划）
- 选编：《老舍代表作品集》、《老舍小说》